# Участок-Балта
Участок-Балта — село в Мошковском районе Новосибирской области. Входит в состав Широкоярского сельсовета. 

## География
Площадь села — 117 гектаров.

## Население
| 2002 | 2007 | 2010 |
| ---- | ---- | ---- |
| 476  | ↗528 | ↘411 |

## Инфраструктура
В селе по данным на 2007 год функционирует 1 учреждение здравоохранения и 2 учреждения образования.